# Villeroy & Boch
Villeroy & Boch AG (Віллерой і Бох, фр. [vilʁwa.eˈbɔk], нім. [ˌvɪlərɔɪ.ʔʊntˈbɔx]) — німецька компанія, один з найбільших в світі виробників у галузі порцелянової індустрії, плитки та елітної сантехніки: виготовлення раковин, унітазів, біде, меблів для ванних кімнат, гідромасажних ванн, мінібасейнів, душових кабін, саун. Заснована у 1748 році в Лотарингії. Головний офіс розташовується в місті Меттлах в землі Саар.
Villeroy & Boch AG є групою компаній, до якої входять 52 дочірні компанії. Продукція продається у 125 країнах світу. Кількість працівників складає 7 107 (на 2020).

## Історія

### 1748—1800

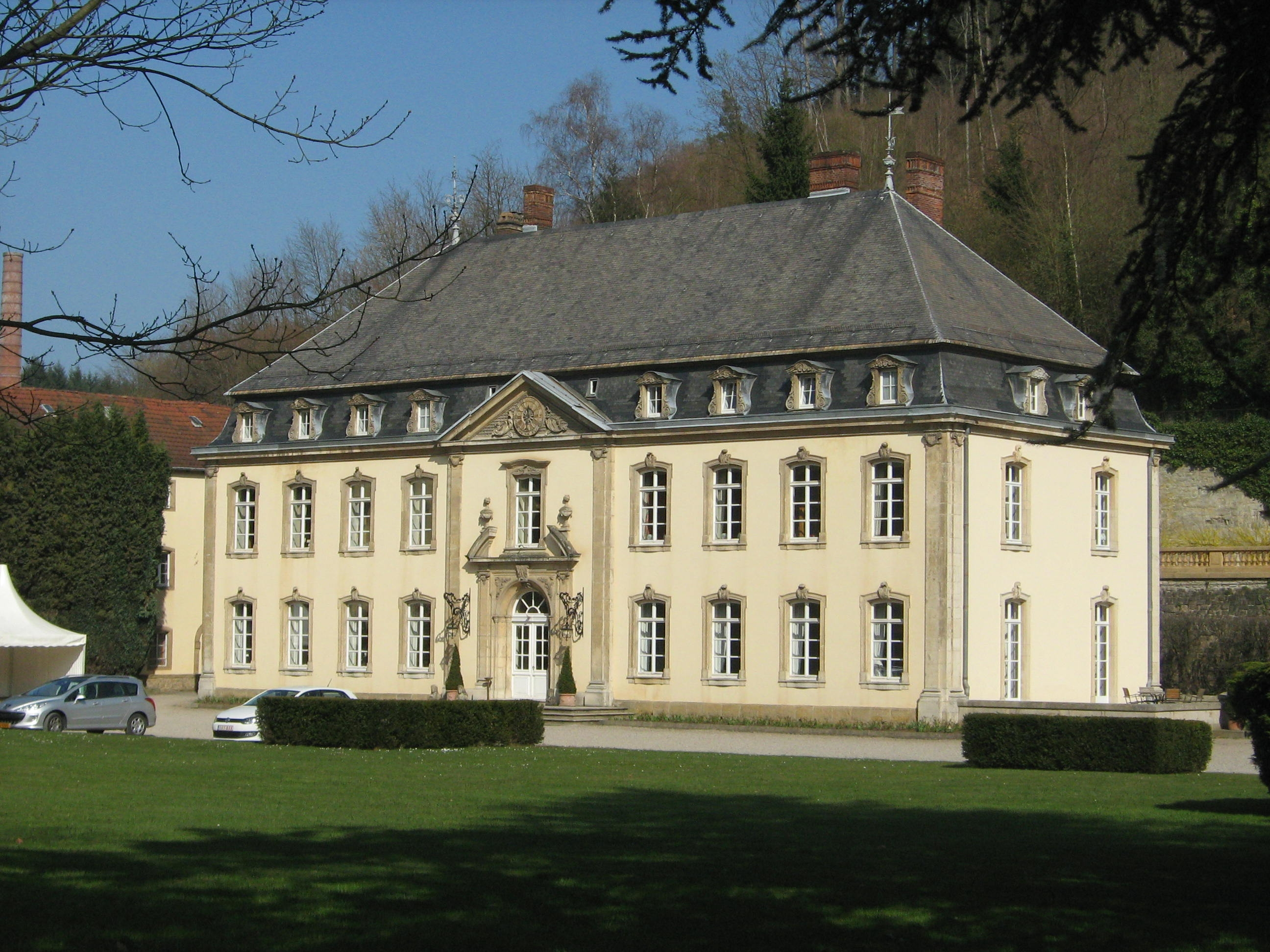
Колишня резиденція Villeroy & Boch в Сетфонтені (Люксембург)

Ливарник з лотаринзького селища Оден-ле-Тіш Франсуа Бош, який носив звання «Bombardier du Roi» (тобто «Королівський ливарник гармат»), вирішив розпочати нову справу. 1748 року він, разом зі своїми трьома синами, почав займатися виробництвом керамічного посуду. Так була створена компанія Villeroy & Boch.

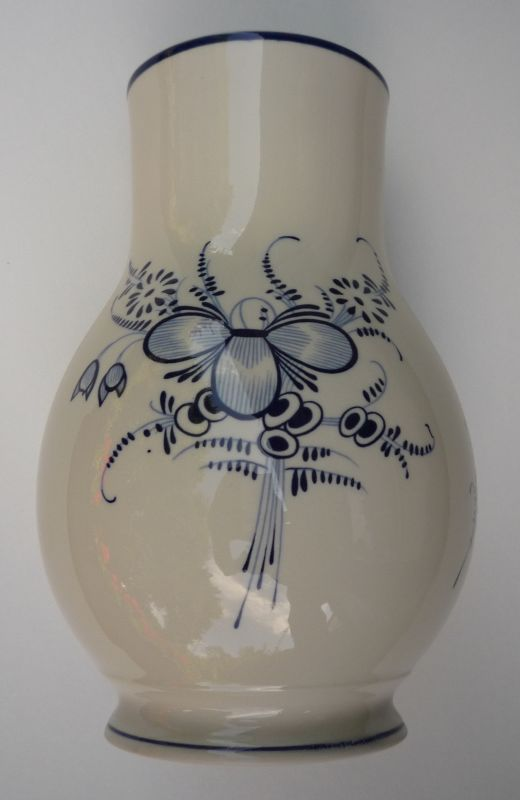
Ваза з колекції Alt Luxemburg («Cтарий Люксембург»)

Одним з перших ринків збуту сім'ї Бош був Люксембург. Тому син Франсуа Боша, П'єр-Жозеф, подав прохання австрійському уряду про дозвіл заснувати в провінції Люксембург мануфактуру. З численних претендентів саме він отримав дозвіл від імператриці Марії-Терезії. Новий завод в Сетфонтені (Люксембург) одночасно став важливим кроком до початку переходу від мануфактурного підприємства до промислового серійного виробництва. В знак особливого визнання порцеляновому заводу було дано право іменуватися королівською мануфактурою.
У 1770 році всесвітньо відома колекція столового посуду Alt Luxemburg («Старий Люксембург») стала візитною карткою компанії Villeroy & Boch. Її прикрашає декор Brindille, який в 1770 році створив П'єр-Жозеф Бош. Саме він створив низку художніх керамічних виробів, таких, наприклад, як ваза для квітів з рокайлів або розп'яття з символом змії (обидва нині експонуються в Музеї кераміки в Меттлаху).
У 1791 році торговець Ніколя Віллеруа спільно з двома партнерами купив порцеляновий завод в Ваудревангені, який сьогодні називається Валлерфанген. 1797 року він став одноосібним власником заводу. Віллеруа був одним з перших виробників кераміки, який використовував вугілля як паливо. Для модернізації виробництва він виписував експертів з Англії і Франції. Перш за все, він експериментував з відбитками декорів. Починаючи з 1815 року, він використовував метод друкування з мідних форм, завдяки якому можна було зменшити вартість продукції.

### 1800—1824

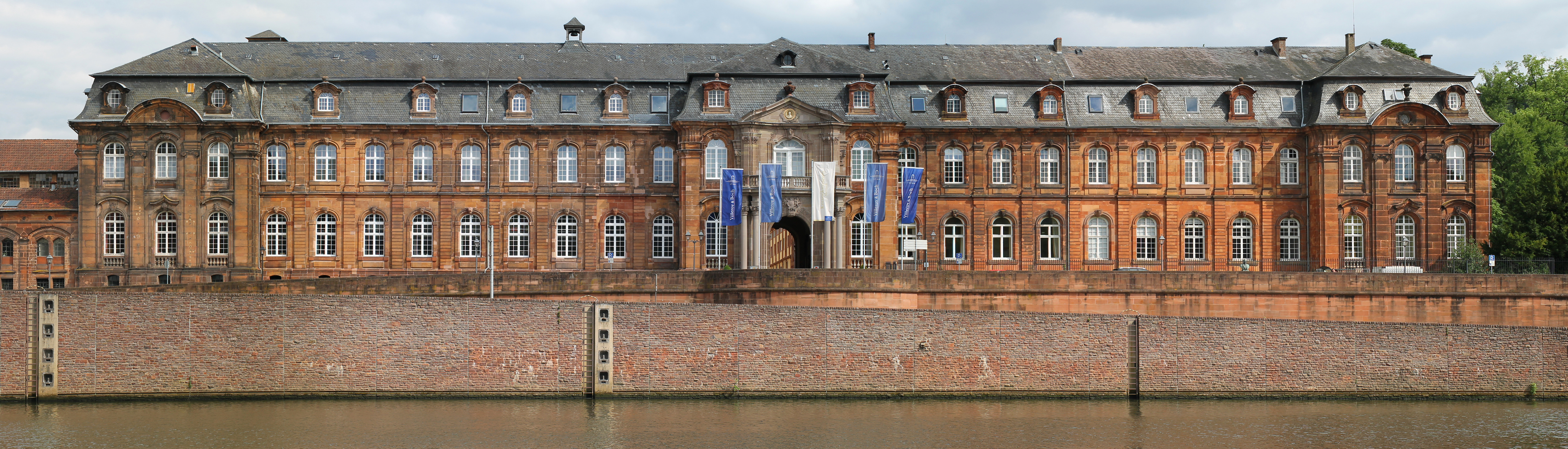
Абатство в Меттлаху, нині тут розташовується резиденція компанії Villeroy & Boch

У 1806 році Жан-Франсуа Бош придбав колишнє бенедиктинське абатство в Меттлаху на річці Саар. У цій будівлі, побудованій в стилі бароко, він заснував механізоване виробництво столового посуду, яке випередило свій час. Він самостійно розробив більшість з механізмів виробництва. Його винаходи допомагли перейти до промислового виробництва кераміки. Нині в будівлі розташовується штаб-квартира компанії Villeroy & Boch.
П'єр-Жозеф Бош був одним з перших підприємців початку XIX століття, який займався питаннями соціальної сфери. 1812 року в Сетфонтені він створив соціальну організацію «Гільдія Антоніуса», важливими елементами якої були страхування хвороб, нещасних випадків та інвалідності, а також пенсійна каса. Це було велике соціальне страхування, внески до якого вносили працівники і підприємство. Виплати Гільдії були набагато більшими, ніж пізніше встановив закон. Через 70 років вона послужила Отто фон Бісмарку моделлю при розробці першого німецького соціального страхування. 1857 року донька Ніколя Віллеруа, Леоні, разом зі своїм чоловіком Адольфом де Гальхау, заснувала фонд «Sophie Trust» для підтримки малозабезпечених сімей.
У той час як вже друге покоління родини Бош досягло оптимізації якості продукції, експериментуючи з матеріалами, третє покоління, з Жаном-Франсуа Бошом, зробило вирішальний ривок. Бошу, який здобув освіту в паризькій Школі наук, вдалося створити білосніжну, дуже міцну кераміку з усіма властивостями порцеляни, однак коштувала вона набагато менше. Так був зроблений крок до демократизації столового посуду. Адже порцеляна, яка раніше через свою високу вартість, як рідкісна коштовність, була доступна тільки знаті, тепер, завдяки цій інновації, стала доступна для широкого загалу. Продукція, яка відразу мала попит на ринку, отримала також офіційне визнання. На першій виставці прусських ремесел в Берліні в 1822 році вона здобула золоту медаль, за якою отримала численні національні та міжнародні нагороди.

### 1825—1850

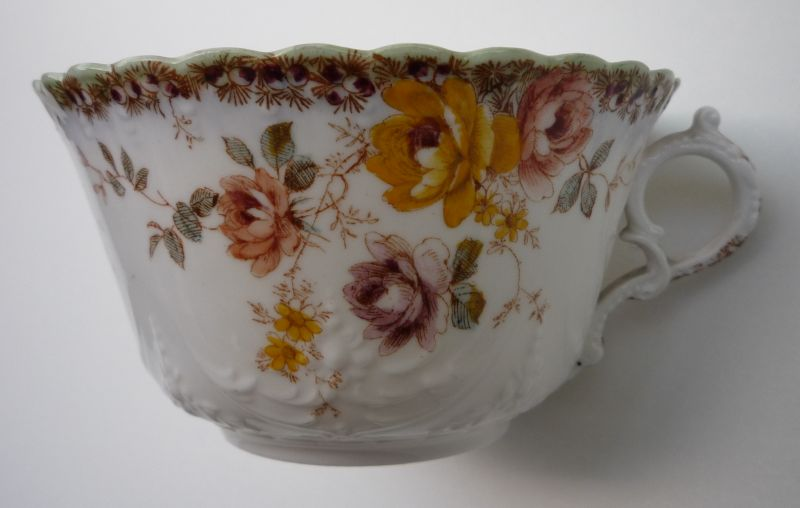
Чайна чашка виготовлена у Вадгассені

Заводи підприємців Боша і Віллеруа знаходились неподалік один від одного. Обидва конкурента, успішно продавали свою продукцію за межами Німеччини, час від часу зустрічались один з одним. Щоб зміцнити свої позиції в європейській економічній структурі, перш за все, протистояти домінуючій англійській промисловості, у 1836 році вони уклали договір про злиття компаній. Так виникла компанія Villeroy & Boch, яка стала у підсумку одним з перших глобальних гравців на ринку XIX століття.
Ідея комплексної пропозиції, яке сьогодні є складовою частиною стратегії підприємства, виникла в XIX столітті. 1843 року Віллеруа і Бош збудували скляний завод у Вадгассені і значно розширили свій асортимент столового посуду, почавши виготовляти вироби зі скла та кришталю. Це дозволило підприємству поліпшити свої позиції на внутрішньому і зовнішньому ринку. В усі німецькі міста відбувались регулярні поставки. З 1847 року зросли поставки в Париж, Варшаву і Лондон. Нові під'їзні шляхи до вузлової залізничної станції Маннгейм спростили експорт в Москву і Санкт-Петербург. Також збільшилися продажі в Скандинавії, Італії, Іспанії, Греції, Швейцарії та Туреччини. З 1850 року пішли перші поставки через Атлантику, в Північну і Південну Америку.

### 1851—1870
У 1851 році прусський міністр економіки обрав Villeroy & Boch для участі в знаменитій Всесвітній виставці в Лондоні. На розкішно оформленому стенді компанія представила нові вироби побутового та декоративного посуду з кістяної порцеляни і майстерно декорованої кераміки.

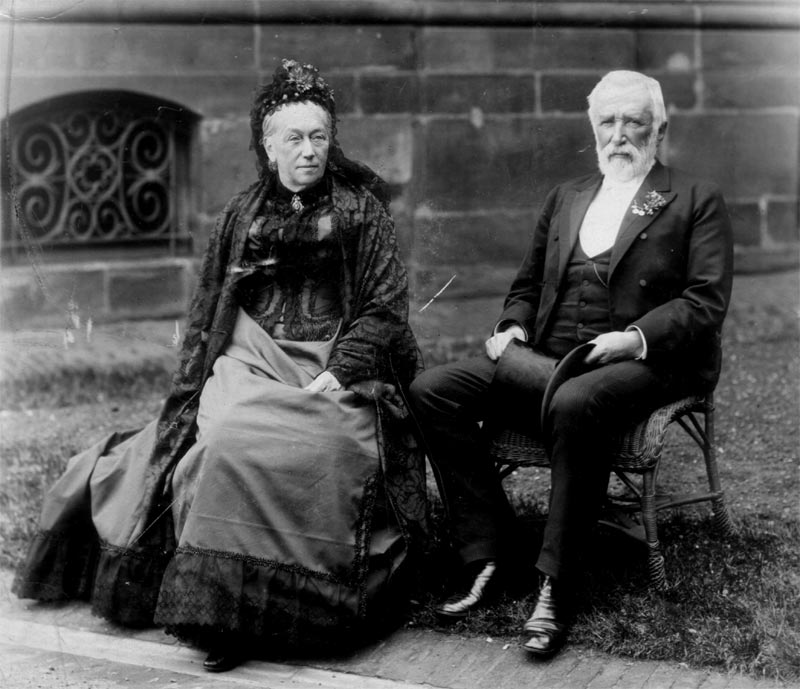
Ойген фон Бох і Октавія Віллеруа, 1892

Коли поблизу Меттлаха археологи виявили римську підлогову мозаїку, Ойгену фон Боху було доручено реставрувати її. Натхненний цією археологічною знахідкою, він, разом зі своїми фахівцями, почав проводити експерименти з виробництва плитки. Їм вдалося розробити виробничий метод, завдяки якому плитка поєднувала в собі високу зносостійкість і дуже гарний зовнішній вигляд. Ця плитка, яку стали виробляти в Меттлаху з 1852 року, стала всесвітньо відомою як «Mettlacher Platten» (Меттласька плитка). Попит був настільки великий, що в 1866 році була побудована фабрика «Mosaikfabrik» (Фабрика мозаїки), що спеціалізувалася на плитці. 1879 року Villeroy & Boch придбала ще один завод в Мерцигуу, який став найбільшим виробником плитки для підлоги в світі.
Ойген фон Бох (четверте покоління родини Бош) точно передбачив, де будуть знаходитися майбутні ринки. 1856 року він побудував керамічну фабрику в Дрездені, щоб звідси легше було освоювати і постачати нові експортні ринки Північної та Східної Європи. Спочатку орієнтоване на посуд виробництво, незабаром, однак, доповнилося кахельними печами. Дрезденська фабрика стала відома, перш за все, завдяки спеціальному відділу, який займався обладнанням для магазинів, а потім також виробництвом плитки. Найвідомішим прикладом є «Dresdner Milchladen» (Дрезденська молочна). Сьогодні це одна з найбільших туристичних визначних пам'яток міста. Практично автентичною версією історичної молочної є кафе музею кераміки в Меттлаху з виготовленою і розписаною вручну плиткою.
У 1870 році почалось виробництво сантехнічної продукції. Завод в Валлерфангені почав виготовляти елементи для водопроводу, перші сантехнічні керамічні вироби Villeroy & Boch.

### 1871—1900

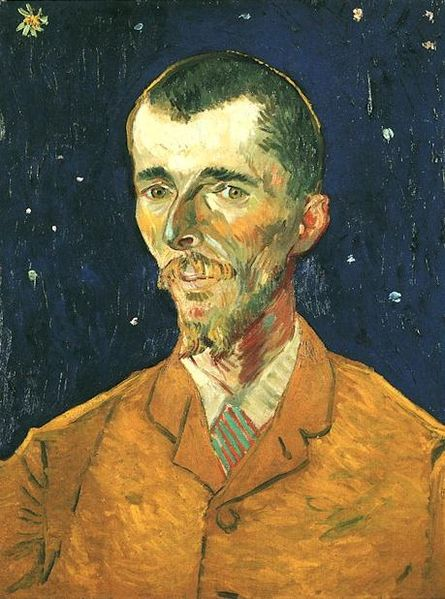
Вінсент ван Гог. «Портрет Ежена Боша» (Портрет поета), 1888, Музей Орсе, Париж

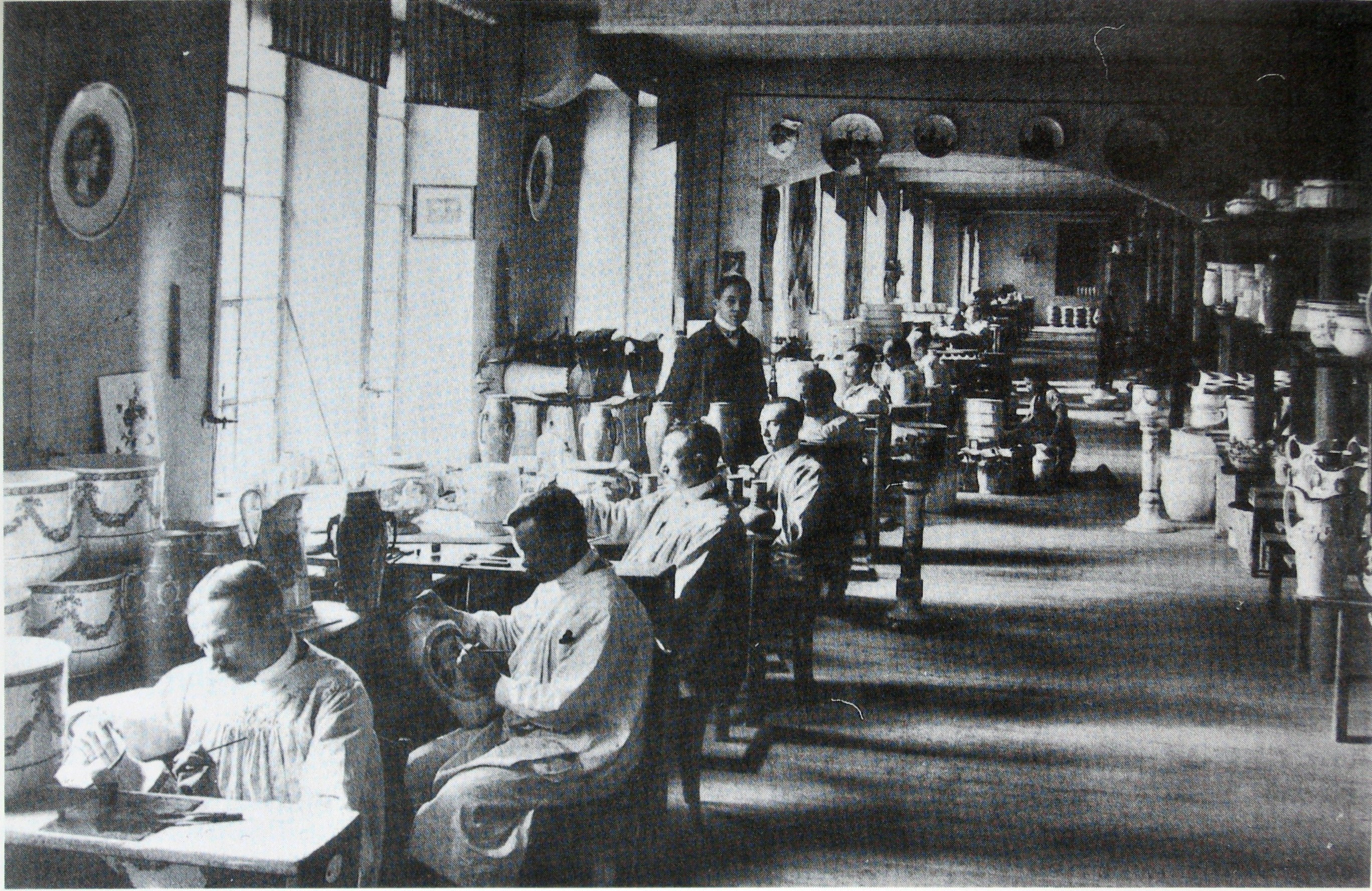
Художники по кераміці Villeroy & Boch, 1893

У 1879 році Villeroy & Boch придбала і модернізувала керамічну фабрику в Мерцигу і почала виробництво нового виробу — художньої теракоти. Керував теракотовим ательє професор з Тюрингії Александр Шмідт. Фахівцям вдалося настільки поліпшити матеріал, що він перевершив будівельні матеріали, навіть натуральний камінь, по міцності і стійкості до атмосферних впливів. Ці архітектурні прикраси, знані як теракоти, продавалися в усьому світі і, перш за все, для престижних об'єктів, таких як верхні палати, собори, банки і замки, серед яких, наприклад, замок Херренхімзеє.
У 1888 році нідерландський художник Вінсент ван Гог написав портрет свого друга Ежена Боша (нині зберігається в музеї Орсе у Парижі). Після смерті художника Ежен отримав картину в подарунок від невістки ван Гога і заповів її Лувру, куди вона була передана в 1942 році.
У 1890 році Villeroy & Boch створила підлогову мозаїку для Кельнського собору, який був реконструйовий в XIX столітті. Впродовж п'яти років було вироблено та укладено 1 300 м² мозаїки. Поряд з промисловим виробництвом посуду та плитки, в ательє Villeroy & Boch вироблялися численні вироби на замовлення. Компанія стала постачальником, перш за все, столового посуду, європейських правлячих домів і крупної буржуазії. У всьому світі на численних будівельних престижних об'єктах використовувалася продукція Villeroy & Boch, наприклад, у Большому театрі в Москві або княжому замку Турн-і-Таксис в Регенсбурзі. У комерційному секторі, починаючи з XIX століття виробами Villeroy & Boch почали оснащувати басейни, готелі, банки, лікарні і т. д.
Значні наукові досягнення створили в XIX столітті основи сучасної гігієни: вироби сантехніки, не мали широко поширення до 1900 року, набули особливого значення. 1899 року Villeroy & Boch почала великомасштабне виробництво ванн і унітазів. Вирішальну роль в цьому зіграло поліпшення виробничої технології і матеріалу, яке вдалося зробити Villeroy & Boch. Метод шлікерного лиття, при якому зріджена керамічна маса наливається в форми, відкривав шлях до великих серій. А коли потім Villeroy & Boch впровадила у виробництво сантехніки також вогнетривку глину, особливо міцну кераміку, яка деформувалася при випалюванні, можна було починати великомасштабне виробництво. Сантехнічне обладнання стало доступним для житла середнього класу.